# Maldives International 2010
Die Maldives International 2010 fanden vom 25. bis zum 29. Mai 2010 in Malé statt. Bei den Titelkämpfen wurden Punkte für die Badminton-Weltrangliste vergeben.

## Finalergebnisse
| Disziplin    | Sieger                         | Finalist                                                | Ergebnis            |
| ------------ | ------------------------------ | ------------------------------------------------------- | ------------------- |
| Herreneinzel | Anand Pawar                    | Petr Koukal                                             | 22–20, 12-21, 21–17 |
| Dameneinzel  | Trupti Murgunde                | Malvinne Ann Venice Alcala                              | 21–10, 21–3         |
| Herrendoppel | Sulehri Kashif Ali Rizwan Azam | Dinuka Karunaratne Niluka Karunaratne                   | 21–11, 21–13        |
| Damendoppel  | Chinami Okui Yukie Sumida      | Achini Nimeshika Ratnasiri Upuli Samanthika Weerasinghe | 16-21, 21–9, 21–15  |
| Mixed        | Kennevic Asuncion Karyn Velez  | Udara Nayanajith Renu Chandrika Hettiarachchige         | 24–22, 17–21, 21–13 |